# Dãy hoạt động hóa học của kim loại
Dãy hoạt động hóa học của kim loại gồm dãy các kim loại được sắp xếp theo thứ tự, thứ tự này phụ thuộc vào mức độ hoạt động của kim loại (tức là khả năng tham gia phản ứng hóa học với chất khác). Dãy hoạt động hóa học của kim loại được xây dựng từ phương pháp thực nghiệm. 

## Dãy hoạt động hóa học của kim loại
Được sắp xếp theo chiều giảm dần mức độ hoạt động hóa học của kim loại.
| Kim loại     | Ion  | Khả năng phản ứng                                                     | Điều chế |
| ------------ | ---- | --------------------------------------------------------------------- | --- |
| Caesi Cs     | Cs+  | Phản ứng với nước lạnh                                                | Điện phân |
| Franci Fr    | Fr+  | Phản ứng với nước lạnh                                                | Điện phân |
| Rubidi Rb    | Rb+  | Phản ứng với nước lạnh                                                | Điện phân |
| Kali K       | K+   | Phản ứng với nước lạnh                                                | Điện phân |
| Natri Na     | Na+  | Phản ứng với nước lạnh                                                | Điện phân |
| Lithi Li     | Li+  | Phản ứng với nước lạnh                                                | Điện phân |
| Bari Ba      | Ba2+ | Phản ứng với nước lạnh                                                | Điện phân |
| Radi Ra      | Ra2+ | Phản ứng với nước lạnh                                                | Điện phân |
| Stronti Sr   | Sr2+ | Phản ứng với nước lạnh                                                | Điện phân |
| Calci Ca     | Ca2+ | Phản ứng với nước lạnh                                                | Điện phân |
| Magie Mg     | Mg2+ | Không phản ứng với nước lạnh, chậm với nước nóng và rất mạnh với axit | Điện phân |
| Beryli Be    | Be2+ | phản ứng với axit và hơi nước sôi                                     | Điện phân |
| Nhôm Al      | Al3+ | phản ứng với axit và hơi nước sôi                                     | Điện phân |
| Titan Ti     | Ti4+ | phản ứng với axit vô cơ đặc                                           | hỏa luyện kim (pyrometallurgical) trích xuất bằng magie, hoặc ít phổ biến khác kim loại kiềm, hydro hoặc calci trong quy trình Kroll |
| Mangan Mn    | Mn2+ | phản ứng với axit; phản ứng rất kém với hơi nước sôi.                 | Nấu chảy quặng với than cốc |
| Kẽm Zn       | Zn2+ | phản ứng với axit; phản ứng rất kém với hơi nước sôi.                 | Nấu chảy quặng với than cốc |
| Crom Cr      | Cr3+ | phản ứng với axit; phản ứng rất kém với hơi nước sôi.                 | Phản ứng nhiệt nhôm |
| Sắt Fe       | Fe2+ | phản ứng với axit; phản ứng rất kém với hơi nước sôi.                 | Nấu chảy quặng với than cốc |
| Cadmi Cd     | Cd2+ | phản ứng với axit; phản ứng rất kém với hơi nước sôi.                 | Nấu chảy quặng với than cốc |
| Coban Co     | Co2+ | phản ứng với axit; phản ứng rất kém với hơi nước sôi.                 | Nấu chảy quặng với than cốc |
| Niken Ni     | Ni2+ | phản ứng với axit; phản ứng rất kém với hơi nước sôi.                 | Nấu chảy quặng với than cốc |
| Thiếc Sn     | Sn2+ | phản ứng với axit; phản ứng rất kém với hơi nước sôi.                 | Nấu chảy quặng với than cốc |
| Chì Pb       | Pb2+ | phản ứng với axit; phản ứng rất kém với hơi nước sôi.                 | Nấu chảy quặng với than cốc |
| Antimon Sb   | Sb3+ | có thể phản ứng với một số axit oxy hóa mạnh                          | chiết nhiệt hoặc vật lý |
| Bismut Bi    | Bi3+ | có thể phản ứng với một số axit oxy hóa mạnh                          | chiết nhiệt hoặc vật lý |
| Đồng Cu      | Cu2+ | phản ứng chậm với không khí                                           | chiết nhiệt hoặc vật lý |
| Wolfram W    | W3+  | có thể phản ứng với một số axit oxy hóa mạnh                          | chiết nhiệt hoặc vật lý |
| Bạc Ag       | Ag+  | có thể phản ứng với một số axit oxy hóa mạnh                          | chiết nhiệt hoặc vật lý |
| Thủy ngân Hg | Hg2+ | có thể phản ứng với một số axit oxy hóa mạnh                          | chiết nhiệt hoặc vật lý |
| Vàng Au      | Au3+ | có thể phản ứng với một số axit oxy hóa mạnh                          | chiết nhiệt hoặc vật lý |
| Platin Pt    | Pt4+ | có thể phản ứng với một số axit oxy hóa mạnh                          | chiết nhiệt hoặc vật lý |

Đi từ dưới lên trên cùng của bảng kim loại:
- Khả năng phản ứng tăng;
- Khả năng cho electron (bị oxy hóa) dễ dàng hơn để tạo thành các ion dương;
- Ăn mòn hoặc xỉn màu dễ hơn;
- Cần nhiều năng lượng hơn (và các phương pháp khác nhau) để được tách chúng từ các hợp chất của chúng;
- Trở thành chất khử mạnh hơn.

## Ý nghĩa

### Khả năng phản ứng với nước
Kim loại kiềm và một số kim loại kiềm thổ (như Ca, Ba) tác dụng với nước tạo ra base (hoặc hydroxide lưỡng tính) và giải phóng khí H2 ở điều kiện bình thường
Kim loại trung bình và đồng phản ứng với oxi ở nhiệt độ cao. Một số kim loại để lâu ngoài không khí tạo thành hợp chất oxide làm mất dần đi tính chất ban đầu, ví dụ như để sắt ngoài không khí ẩm lâu ngày tạo thành Fe2O3 (Sắt (III) oxide) rất giòn và dễ gãy, người ta gọi hiện tượng này là gỉ sét.
Kim loại yếu còn lại khó tham gia phản ứng với oxy (như vàng, bạc, platin). Người ta thường dùng lửa để thử xem vàng có phải là vàng thật không, nếu sau khi đốt mà vàng vẫn giữ được màu sắc như ban đầu thì là vàng thật, còn nếu bị thay đổi về màu sắc thì đó là vàng giả (có thể là đồng thau).

#### Chú ý
Đồng tham gia phản ứng với oxi ở nhiệt độ cao từ màu đỏ gạch chuyển sang màu đen của đồng (II) oxide. Ở nhiệt độ cao hơn (800 - 1000oC) thì một phần CuO ở lớp bên trong bị oxy hóa Cu thành Cu2O màu đỏ.

### Phản ứng với dung dịch acid
Kim loại mạnh và trung bình tác dụng với dung dịch acid (trừ Pb,Cu,Ag...) tạo ra muối và giải phóng khí hydro. Do đó trong phòng thí nghiệm, người ta thường dùng một số kim loại như Zn, Al, Fe tác dụng với acid hydrochloric hoặc acid sulfuric loãng để điều chế khí H2. Nhưng trong acid HNO3 đặc, nguội hay H2SO4 đặc, nguội thì Fe, Al và Cr bị thụ động hóa.
{\displaystyle {\ce {Zn + 2HCl -> ZnCl_2 + H_2 (^)}}}
Kim loại yếu không thể phản ứng với acid loãng nhưng một số kim loại (như Cu, Ag) có thể phản ứng với acid đặc (H2SO4 đặc, nóng hoặc HNO3 đặc hay loãng) tạo ra dung dịch muối mới nhưng không giải phóng khí hydro mà thay vào đó là khí sunfurous (hoặc khí NO2 hay khí NO).

#### Chú ý
Kim loại tác dụng với acid sunfuric loãng thì tạo ra muối có số oxy hóa thấp nhưng còn tác dụng với acid sunfuric, acid nitric đặc, nóng hay acid nitrous (acid nitrơ) đặc thì sẽ tạo ra muối có số oxy hóa cao.
Sắt tác dụng với acid nitric loãng thu được khí NO hay N2O hay khí nitơ hay NH4NO3 còn tác dụng với acid nitric rất loãng, lạnh sẽ giải phóng khí hydro.
Nhôm tác dụng với acid nitric rất loãng sẽ tạo ra dung dịch nhôm nitrat và amoni nitrat. Nhôm tác dụng với acid sulfuric đặc nóng thì thu được khí sunfurơ hay một số trường hợp khác thì sinh ra lưu huỳnh hoặc khí hydro sulfide.

### Khả năng đẩy kim loại yếu hơn ra khỏi muối
Kim loại từ magnesi (Mg) trở về sau khi tác dụng với dung dịch muối của kim loại yếu hơn thì kim loại yếu hơn bị đẩy ra khỏi dung dịch muối.
{\displaystyle {\ce {CuSO_4 + Fe -> FeSO_4 + Cu}}}

### Khả năng phản ứng với khí CO hoặc khí hydro
Khí CO hoặc khí hydro có thể khử các oxide của kim loại trung bình và kim loại yếu (từ Zn trở vào) tạo ra kim loại và khí CO2 hoặc nước.

#### Ví dụ
{\displaystyle {\ce {CuO + H2 ->[t^o] Cu + H2O}}}
{\displaystyle {\ce {PbO + CO ->[t^o] Pb + CO2}}}

#### Chú ý
Tính chất quan trọng của nhôm là tính khử mạnh. Nhôm có khả năng phản ứng dễ dàng với các phi kim như khí chlor, lưu huỳnh, oxy... Nhôm khử được oxide kim loại tạo ra kim loại và nhôm oxide (phản ứng nhiệt nhôm).
Đối với Fe2O3 thì khí CO/ hydro khử thành Fe3O4 rồi khử thành FeO cuối cùng mới tạo ra Fe.       (Fe giảm hóa trị)
Ở nhiệt độ cao, carbon còn khử được một số oxide kim loại như PbO, ZnO, CuO... thành các kim loại như Pb, Zn, Cu.... Vì vậy trong luyện kim người ta sử dụng tính chất này của cacbon để điều chế kim loại.

### Khả năng bị nhiệt phân hủy
Khi nung nóng các base hydroxide không tan trong nước ta được oxide của kim loại đó và có hơi nước thoát ra.

#### Chú ý
Đồng (II) hydroxide tan dễ dàng trong dung dịch amonia tạo ra dung dịch xanh lam thẫm gọi là nước Svayde [Cu(NH3)4](OH)2.